# Quận Caldwell, Texas
Quận Caldwell (tiếng Anh: Caldwell County) là một quận trong tiểu bang Texas, Hoa Kỳ. Quận lỵ đóng ở thành phố.